# Tillandsia erici
Tillandsia erici är en gräsväxtart som beskrevs av Renate Ehlers. Tillandsia erici ingår i släktet Tillandsia och familjen Bromeliaceae. Inga underarter finns listade i Catalogue of Life.

## Bildgalleri

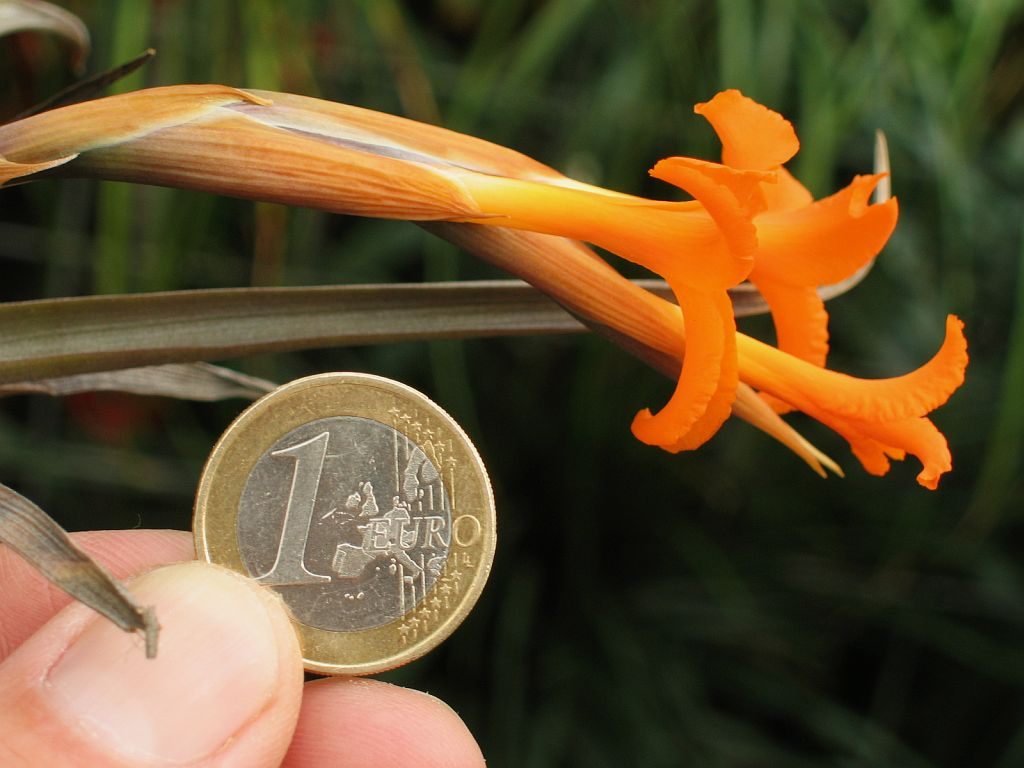
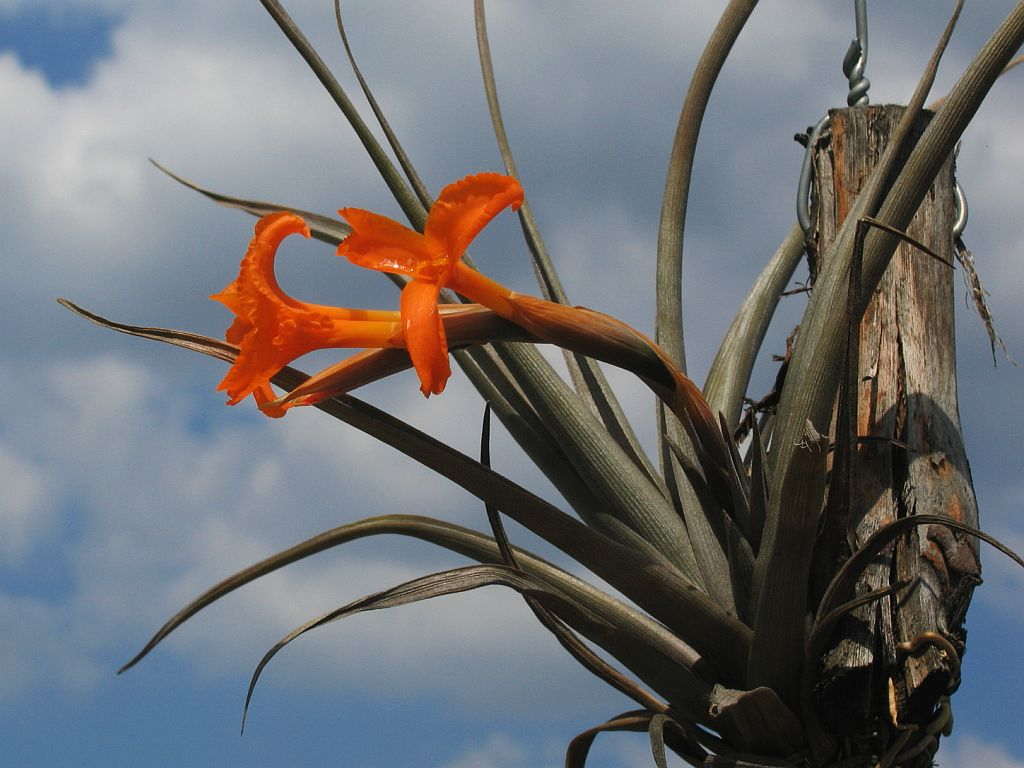